# Segismundo Pandolfo Malatesta
Segismundo Pandolfo Malatesta (it. Sigismondo) (19 de junio de 1417 -  7 de octubre de 1468), popularmente conocido como "el lobo de Rímini", fue señor de Rímini, Fano y Cesena desde 1432. Considerado por sus contemporáneos uno de los líderes más capaces de Italia, comandó en 1465 las fuerzas militares de Venecia contra el Imperio otomano. Fue también poeta y mecenas. 
No era un hombre religioso, y su Templo Malatestiano fue esencialmente un monumento a quien fue su amante y tercera esposa, Isotta degli Atti. Este edificio es considerado una obra maestra de la arquitectura del renacimiento, siendo la primera iglesia en usar el arco triunfal romano como parte de su estructura. 
Los conflictos de Malatesta con la Iglesia católica le llevaron a perder la mayoría de sus tierras a manos del Papa Pío II, quien lo consideró culpable de traición contra Siena, sobre la base de su larga relación con Federico da Montefeltro, duque de Urbino. En determinado momento, el Papa llegó a declarar a Malatesta "canonizado en el infierno". En un intento de revertir esta situación, se cree que Segismundo intentó asesinar en 1468 al sucesor de Pío II, Paulo II, quien continuaba su política, pero no lo logró, y volvió a Rímini donde fallecería pocos meses después.
La reputación de Malatesta se basó principalmente en la opinión que Pío II tenía sobre él. Sin embargo, desde 1922, con "Borrador de XXX cantos", Ezra Pound sugirió reconsiderar las contribuciones históricas de Malatesta bajo una luz más positiva.

## Biografía
Hijo natural de Pandolfo III Malatesta y de Antonia di Giacomino dei Barignano, mujer noble de origen lombardo, nació en Brescia. Con la muerte de su padre en 1427, su tío Carlo, que había llegado al poder sin hijos, abogó para que el papa Martín V legitimara a los tres hijos de Pandolfo para que pudieran acceder al poder, consiguiendo lo solicitado. De hecho, a la muerte de Carlo en 1429, el medio hermano mayor de Segismundo Pandolfo, Galeotto Roberto Malatesta, se convirtió en señor de Rímini, pero en 1432 murió a su vez, con apenas veinte años.

### Primeros años de gobierno

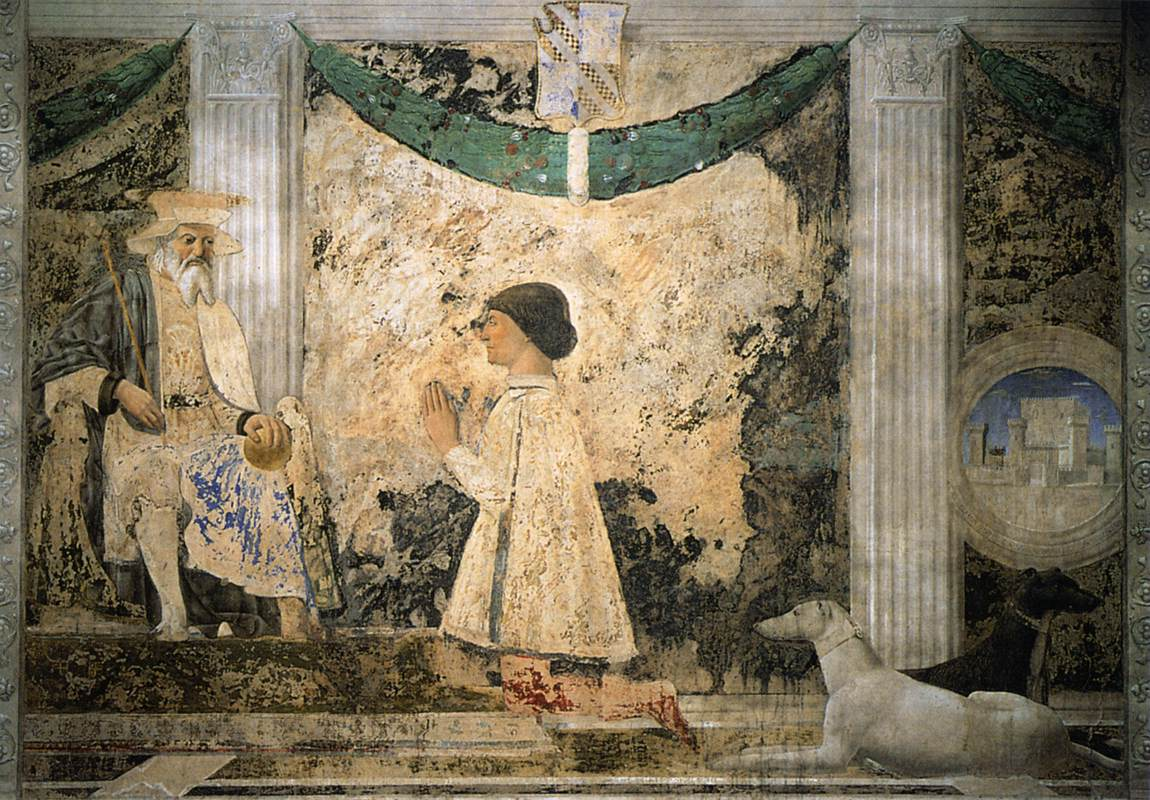
Piero della Francesca, fresco que celebra la obtención del título de caballero por parte del emperador Segismundo, Tempio Malatestiano (1451)

El poder pasó así a manos de Segismundo Pandolfo, de apenas quince años, y de su hermano menor, Domenico Novello, un año menor, quienes, también por su inmadura edad, dispusieron repartirse las áreas de su respectiva competencia, en una especie de gobierno de consorcio, con una serie de acuerdos (1433, 1437, 1442 y 1451) cuya periodicidad es indicativa de las recurrentes discordias entre ambos. Segismundo Pandolfo adquirió el derecho a todas las tierras al sur de Marecchia, incluidas Rímini, Santarcangelo, Scorticata (ahora Torriana), Fano y el rectorado de Sant'Agata Feltria, mientras que Domenico recibió Cesena, Bertinoro, Meldola, Sarsina, Roncofreddo y Pieve de Sestino.

### Caballero y Capitán de la Iglesia
En 1433 el emperador Segismundo de Luxemburgo pasó por Rímini y en esa ocasión invistió a Segismundo Pandolfo como caballero. Dos años más tarde, el 18 de marzo de 1435, Eugenio IV lo enroló durante seis meses para dirigir 200 lanzas de la iglesia, con el cargo de capitán general.

### Entre Sforza y Visconti
Flanqueado por su hermano Domenico, primero aseguró la alianza con los parientes de Pesaro, renovando los términos de paz con su tío lejano Carlo II Malatesta, luego entró en las disputas entre Milán y Roma, en particular entre Filippo Maria Visconti y el gonfaloniere de la iglesia Francisco Sforza. De hecho, Romaña estaba en la línea de hostilidades entre las dos facciones, y Francesco atacó a los Ordelaffi en Forlì contra el líder de los Visconti Francesco Piccinino, capturando la ciudad el 14 de julio de 1436 y expulsando a Antonio Ordelaffi. Mientras tanto, Malatesta ayudó a Sforza con tropas y acuarteló Bolonia para el Papa.
El éxito de las acciones militares puso a Malatesta en primer plano en el panorama de las compagnia di ventura y el 3 de abril de 1437 fue contratado por la Serenissima, de nuevo contra los milaneses. En la batalla de Calcinara sull'Oglio (22 de julio de 1437), su oponente Niccolò Piccinino fue, sin embargo, victorioso, y una vez que expiró el contrato con Venecia el 12 de enero de 1438, Malatesta regresó brevemente a Rimini, para luego dedicarse a otras operaciones militares.
El acercamiento de Francesco Sforza a la Marca de Ancona agitó a las ciudades y los poderes locales, pero Malatesta, temiendo por su señorío, pronto renovó la alianza con Sforza y durante unos cinco años fue fiel a la alianza Venecia-Florencia-Sforza. En esos años la Romaña no experimentó grandes cambios político-militares y el intento de Malatesta de tomar Forlì y Forlimpopoli resultó en una tregua con los da Polenta, los Manfredi y los Ordelaffi, mientras que Francesco Sforza abandonaba la zona para dirigirse a Lombardía, amenazando los territorios. de los Visconti y por tanto el equilibrio general. En este contexto, Filippo Maria Visconti creó una astuta distracción, enviando a Niccolò Piccinino a Romagna con 6.000 jinetes para irritar a los aliados de Sforza, incluidos, en la línea del frente, los Malatesta, quienes al mismo tiempo también fueron atacados desde el sur por Guidantonio da Montefeltro. Una capitulación provisional de los dos hermanos Segismundo Pandolfo y Domenico salvó la situación, y en marzo Segismundo Pandolfo intentó invertir las alianzas en Polenta, ofreciéndose a Piccinino. Él y su hermano, por lo tanto, fueron llevados a conducir, aunque no llamados a luchar, contra los antiguos aliados, llegando a la paz Urbino, gobernada por Federico da Montefeltro.

### Contra Federico da Montefeltro

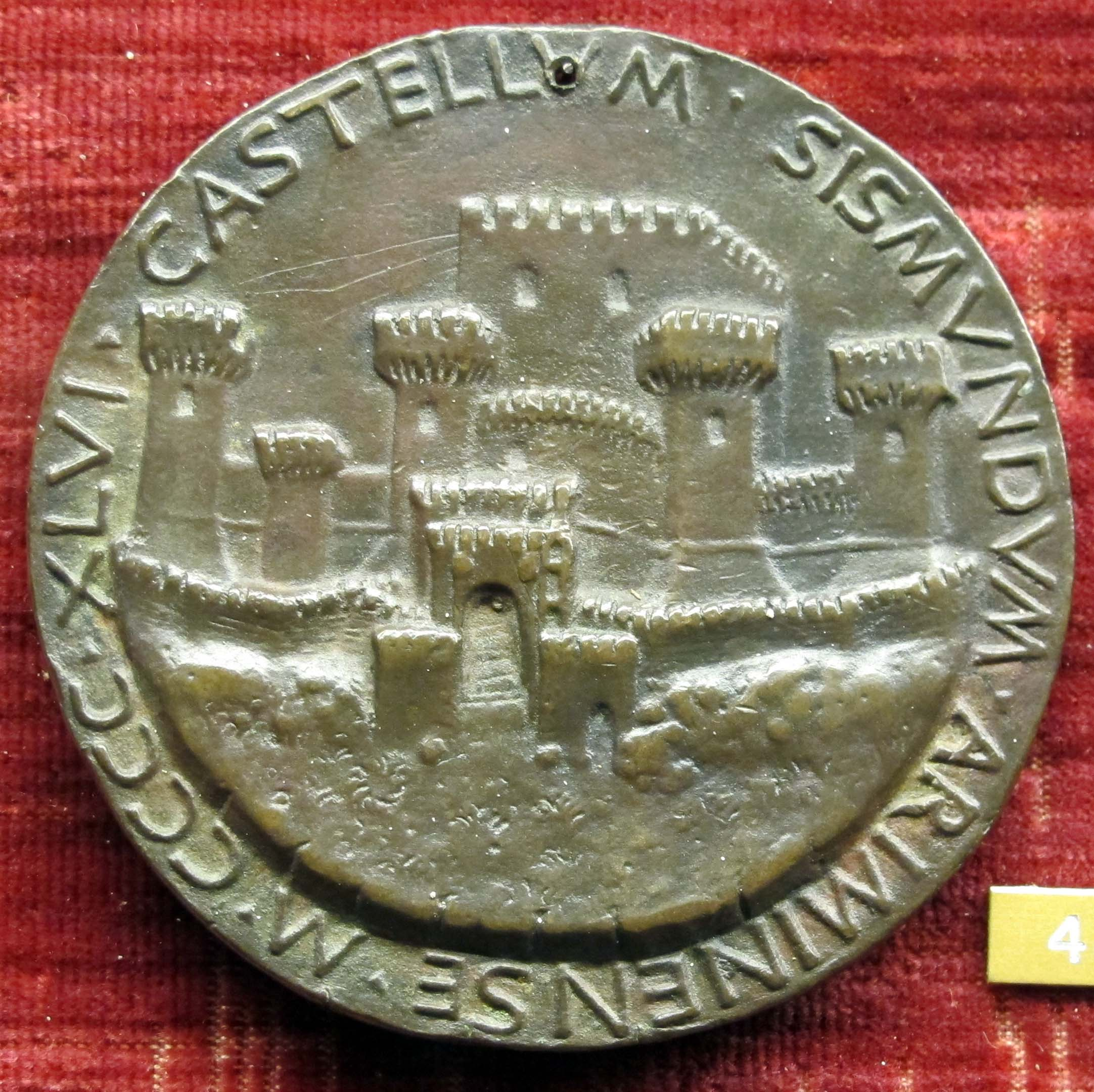
Matteo de' Pasti, Medalla de Segismundo Pandolfo Malatesta y Castel Sismondo (verso, 1446)

La paz con Montefeltro duró poco y ya en 1441 fue anulada por el estallido de un conflicto por Pesaro, gobernado por el inepto Galeazzo Malatesta. Para Segismundo Pandolfo Pesaro era un lugar estratégico, que habría permitido unir los territorios de Rímini con los de las Marcas. Amenazado por su pariente, Galeazzo, aunque vacilante, no pudo hacer otra cosa que pedir ayuda a Federico da Montefeltro, quien también era su tío. Evitando el enfrentamiento directo, Malatesta apoyó al exiliado Alberico Brancaleoni en la invasión de Montefeltro, quien conquistó varios castillos y obligó a Federico a regresar apresuradamente a sus territorios para organizar la defensa.
El siguiente movimiento de Malatesta fue aún más audaz, atacando directamente a Federico da Montefeltro, que en septiembre de 1441 cayó en una emboscada en la zona fronteriza cerca de Montelocco, resultando herido. Sin embargo, Federico consiguió frenar los intentos del adversario, aliándose con San Marino y realizando incursiones en la zona de Rímini durante todo el otoño, que culminaron con  la recuperación del fuerte de San Leo, símbolo histórico de la defensa de los territorios de Montefeltro conquistado por los Malatesta. Segismundo Pandolfo, en ese momento, evitó más represalias, aceptando, como sería costumbre, la mediación de una potencia amiga, en ese caso Alessandro Sforza, hermano de Francesco, quien el 20 de noviembre consiguió tramitar una tregua, con la estipulación que preveía la devolución de todos los territorios conquistados.

### Paz con Milán y primeras hostilidades con Nápoles
La Paz de Cremona de 1441 había, por otra parte, pacificado a Venecia con Milán, sellando una tregua con los Sforza mediante el matrimonio entre Francesco y Bianca Visconti, hija natural de Filippo Maria Visconti. Esto permitió a Sforza volver a las Marcas para consolidar sus conquistas, que el Papa Eugenio IV se negó a reconocer.
El Papa, Nápoles y Milán, con Niccolò Piccinino y Federico da Montefeltro, se aliaron contra él, mientras que Malatesta se puso del lado de su antiguo aliado. Mientras Francisco luchaba en las Marchas contra los papalini, Alfonso de Aragón amenazaba sus posesiones en el sur de Italia, deseoso de recibir del Papa la investidura de rey de Nápoles. En este contexto, Malatesta titubeó, reduciendo progresivamente su apoyo a Sforza que iba perdiendo posiciones, hasta que Francesco da Fano le ofreció cuantiosas aportaciones en efectivo. Mientras los ejércitos papal y napolitano ponían a prueba a las poblaciones locales con saqueos, asedios, destrucción de cultivos y ganado, llegaban ayudas de Florencia y Venecia, que convencieron a Filippo Maria Visconti para persuadir a Alfonso de Aragón de retirar las tropas. En septiembre Visconti y Sforza hicieron las paces, entrando en una alianza con Venecia y Florencia que también incluía los estados de Malatesta.
La posición del Papa, que tenía como capitanes a Piccinino, Federico da Montefeltro y Novello Malatesta, permaneció ambigua. Segismundo Pandolfo se movió contra ellos en la dura batalla de Monteluro (8 de noviembre de 1443), derrotando a sus adversarios, incluido su hermano, que se replegaron hacia el sur. Sforza inició entonces la reconquista de sus territorios, y Malatesta reanudó sus intentos de tomar Pesaro, mientras que Federico da Montefeltro, que no había participado en Monteluro, desplegó rápidamente tropas en defensa de la ciudad, sin garantizarse nada.
Malatesta logró la importante conquista de Senigallia en 1444, pero la falta de ayuda de su aliado Sforza en la batalla de Montolmo (19 de agosto de 1444) provocó la ruptura definitiva entre ambos, Francesco despachó de mala manera a Segismundo Pandolfo, confiando en cambio en la ayuda de su odiado rival Federico da Montefeltro. Crecieron las hostilidades entre los dos rivales históricos, atizadas por represalias recíprocas, que llevaron a la conquista de territorios marginales de escaso valor estratégico, como los castillos de Frontone, Casteldelci, Senatello y Faggiola para Malatesta. A finales del 1444 Federico concluyó negociaciones secretas con enemigos de Segismundo Pandolfo, como Francesco Sforza y Galeazzo Malatesta, que desembocaron en la cesión de este último de Pesaro a Francesco y de Fossombrone a Federico, por un total de 20.000 florines. El 8 de diciembre de 1444 Alessandro Sforza se casó con la sobrina de Galeazzo Costanza da Varano y recibió Pesaro de manos de su hermano Francesco (15 de enero de 1445).
Malatesta reaccionó astutamente a estos movimientos, ofreciendo sus servicios a Alfonso de Aragón y enviando embajadas al Papa, Filippo Maria Visconti y Leonelo de Este para asegurarse su apoyo en movimientos posteriores. En junio, algunos barcos napolitanos llegaron a la costa de las Marcas y atacaron a los Sforza de Pesaro mientras que éstos eran perseguidos en tierra por tropas de Malatesta y milanesas. En un principio, Malatesta, atacado en el corazón de sus territorios en las Marcas, pasó lo peor, perdiendo Candelara, sufriendo el saqueo de Pérgola y devastaciones en el territorio de Fano. Tras un nuevo ataque a Montefeltro, Segismundo Pandolfo Malatesta, al frente de las tropas de Milán, Nápoles y la Iglesia, se abalanzó sobre las Marcas, realizando un asalto general que, tras el sometimiento de Arcevia y Fermo, le aseguró el control de toda la región.. Cuando Carlo Fortebracci y Novello Malatesta atacaron a Urbino en su nombre, se llegó a una tregua. En otoño del 46 las tropas de los Sforza y Montefeltro intentaron un contraataque, atacando sin éxito a la fortaleza de Gradara.

## De un frente al otro
1446 provocó una complicación en el marco político-militar, con Milán atacada por los venecianos y los Sforza bajo el liderazgo de Michelotto Attendolo. Los Viscontis pidieron ayuda a su aliado Malatesta, que partió con sus tropas hacia Lombardía, pero fue derrotado cerca de Casalmaggiore. Visconti se vio así obligado a llegar a un acuerdo con su yerno Francesco Sforza, lo que obligó a un rediseño general del marco de alianzas. Malatesta tuvo que llegar a un acuerdo con sus enemigos Sforza y Montefeltro, llegando a una tregua que suponía la restitución de todas las tierras conquistadas, incluida la fortaleza de Senigallia. El Papa Nicolás V aseguró que Alessandro Sforza (Pesaro), Federico da Montefeltro (Urbino) y Malatesta Novello (Cesena) también fueran incluidos en la tregua de 1447. Sin embargo, a pesar de los esfuerzos, la tensión entre Segismundo Pandolfo Malatesta y Federico da Montefeltro se mantuvo alta, siempre por la cuestión de Pesaro, a la que Malatesta no tenía intención de renunciar.
En el 1447 los poderes que se enfrentaban en Italia eran esencialmente dos: Milán, con los señores aragoneses de Nápoles y el Papa, contra Venecia, Florencia y la Casa de Anjou, que aspiraban a recuperar Nápoles. Los dos bandos apelaron al comando de los capitanes más famosos de la época, incluidos Malatesta y Federico da Montefeltro, que casi siempre estaban en bandos opuestos. Segismundo Pandolfo, ya de fama indiscutible, estaba ya en un frente, ya en el otro, en función de quién ofrecía la mejor compensación, con un pragmatismo sin escrúpulos, que pronto le atrajo acusaciones de deslealtad, no siempre infundadas, como también ha demostrado la historiografía más reciente. En general, su conducta no ejemplar no se debió a su carácter, sino a que tuvo que pensar en su propio estado, en constante guerra con el de Montefeltro.

### La ruptura con Nápoles

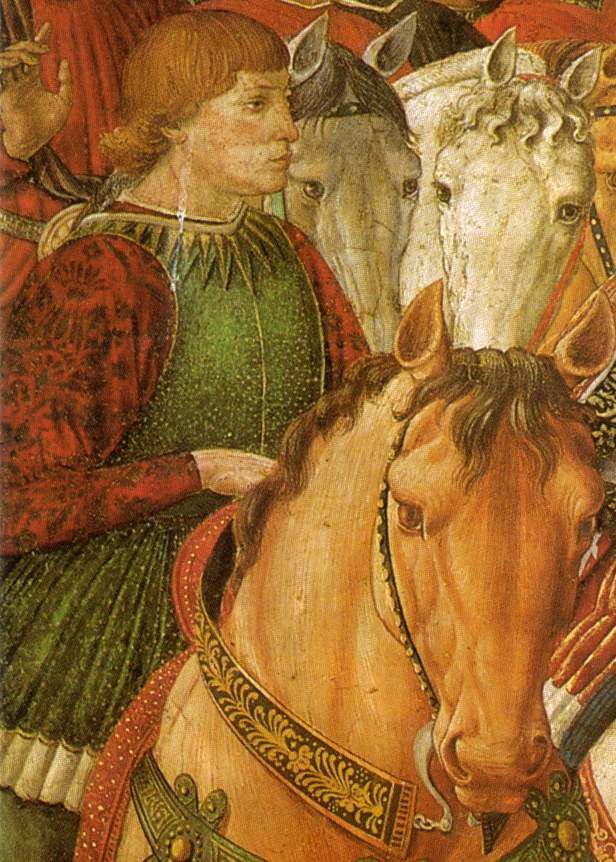
Benozzo Gozzoli, Segismundo Pandolfo Malatesta entre los invitados notables de la corte de los Medici, Capilla de los Magos, Palacio Medici Riccardi (1459)

El 21 de abril de 1447 fue contratado por Alfonso de Aragón por 32.000 ducados, pero las imprecisas condiciones contractuales lo dejaron insatisfecho, tanto que se ofreció al otro frente, a los venecianos, y sólo después de que las negociaciones fueran infructuosas regresó al bando de los aragoneses. El pago del contrato fue, en efecto, problemático, y finalmente Malatesta recaudó sólo 25.000 ducados por el préstamo forzoso, juzgado insuficiente para asegurar los salarios de los hombres de armas contratados. Con lo que recibió intentó sin éxito, tomar Fossombrone al Montefeltro y, independientemente de que Alfonso le ordenara reunirse con él en Toscana, Malatesta intentó por todos los medios ponerse al servicio de los rivales veneciano-florentinos.
Necesitados de ayuda, los florentinos finalmente cobraron confianza y el 10 de diciembre de 1447 contrataron a Malatesta junto a las milicias de Federico da Montefeltro. La guerra se desarrolló rápidamente, lográndose la victoria de Piombino el 15 de julio de 1448, gracias a la pericia de Malatesta. Si este éxito fue una parte importante de su fortuna profesional (y por tanto económica), convirtió a Alfonso de Aragón en su enemigo, resentido por la conducta de su antiguo aliado que había comprometido su éxito. Pero este problema no preocupó entonces a Malatesta, que recibió el triunfo en Florencia y fue aclamado por Basinio da Parma, en el Hesperis, como el salvador de la Toscana.

### El apogeo
Malatesta disfrutó de su éxito con las siguientes misiones muy lucrativas para Venecia (26 de noviembre de 1449, confirmadas el 5 de enero de 1450), cuando fue nombrado capitán general de la milicia veneciana y formó un ejército de 2.000 caballos y 500 de infantería con un sueldo mensual de 600 ducados. A diferencia de los florentinos y los milaneses, los venecianos parecen haber pagado puntualmente. En 1453, cuando se renovó el contrato con Milán y Florencia, Malatesta disponía solo de la mitad de las compensaciones del año anterior (32.000 ducados), pero a pesar de ello, la segunda guerra toscana también fue un gran éxito, facilitada por una epidemia en el ejército aragonés. que afligió temporalmente incluso a su capitán Federico da Montefeltro, permitiendo la conquista de Vada.
En esos años Malatesta también logró fortalecer su propio estado, con la concesión papal de Montemarciano y Cassiano y la conquista de Pérgola, Monterolo, Senigallia y el vicariato de Mondavio. Si bien Pesaro permaneció ajeno, el estado Malatesta podía contar con vastas áreas de su campo, con Gradara y con importantes puestos en Montefeltro. Se mejoraron las fortificaciones defensivas en Senigallia, Fano y sus alrededores, como Verucchio, Montescudo, Pennabilli, Santarcangelo, Sogliano y Gradara, así como la construcción de Castel Sismondo en Rimini. El sistema de carreteras internas se mejoró a lo largo de las líneas que conectaban el Adriático con Toscana, Umbría y el norte de Italia. Se regularon las relaciones entre la economía rural y la economía comercial-urbana, avanzando hacia una liberalización parcial de las órdenes gremiales artesanales. Su asentamiento en las Marcas terminó por hacer desconfiar al Papa, preocupado por el demasiado poder que estaba alcanzando Malatesta, por lo que el apoyo mostrado hasta entonces por Calixto III, por ejemplo en el proceso de legitimación de sus hijos Roberto, Malatesta y Valerio Galeotto, disminuyó, mientras se intensificaban los conflictos con el Ducado de Urbino e incluso los potentados italianos, defensores de la política del equilibrio de poderes.

### La paz de Lodi y los sucesos de Siena

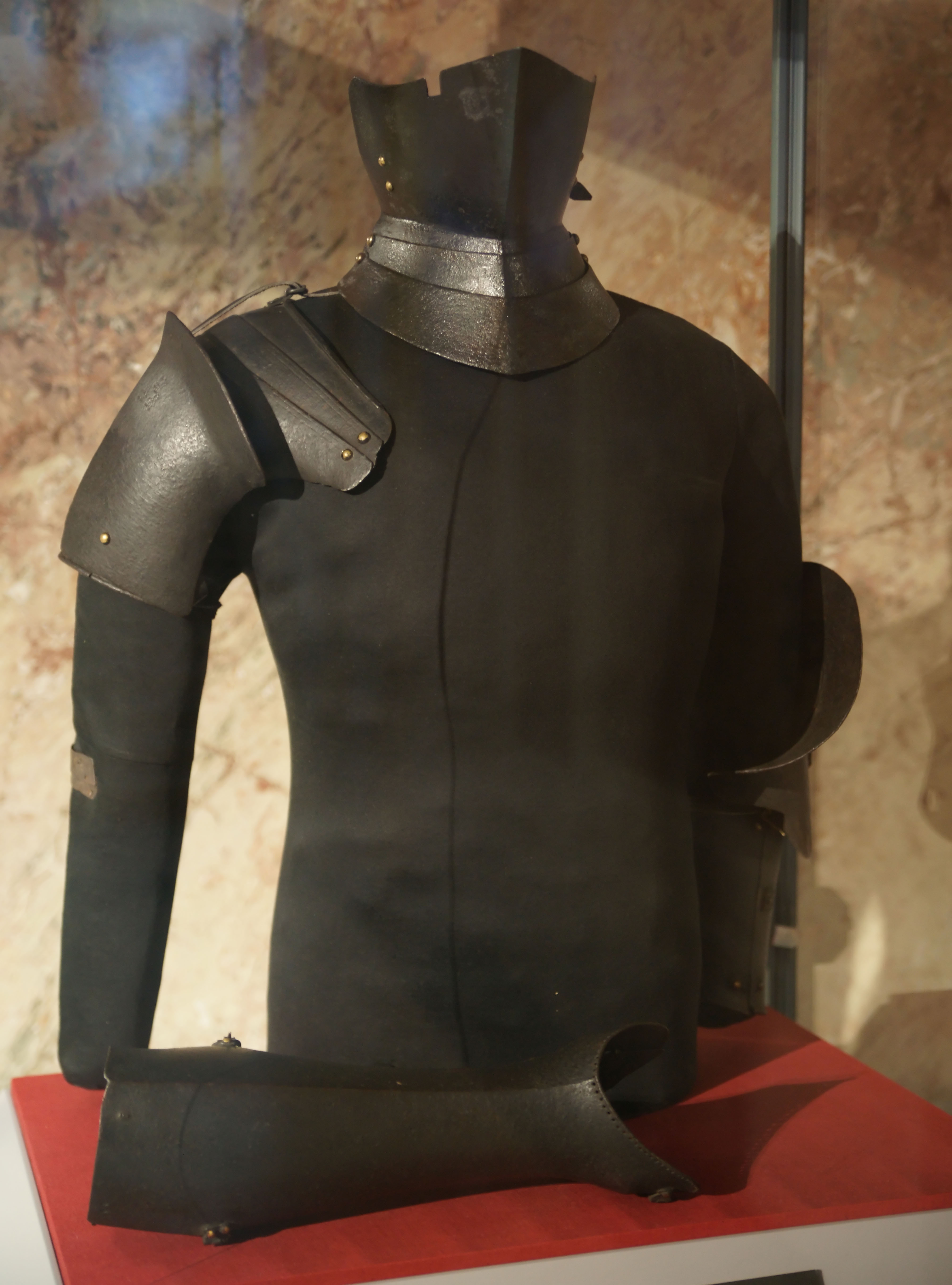
Piezas de la armadura de Segismundo Pandolfo Malatesta, Viena, Kunsthistorisches Museum

Un verdadero revés se produjo durante las negociaciones del tratado de Lodi (9 de abril de 1454), que sancionó efectivamente el final de las guerras en Italia y benefició a las grandes potencias, que dividieron Italia entre sí. De hecho, Malatesta fue excluido por la insistencia de Alfonso V de Aragón, quien se declaró reacio a todo acuerdo si en él participaba el caudillo, con quien tenía notoriamente cuentas pendientes. Segismundo Pandolfo quedó aislado, con su prestigio como hombre de armas y de estado socavado y con el consiguiente hundimiento de los ingresos financieros ligados a los préstamos forzosos. Esta difícil situación se vio agravada por una desagradable situación con la Tepública de Siena, que lo había contratado (7 de octubre de 1454) para resolver una situación aparentemente no difícil, moviéndose contra un señor rebelde, el Conde de Pitigliano Aldobrandino Orsini. Malatesta fracasó en su misión, llevando a cabo una breve y desafortunada campaña que hizo sospechar a los sieneses de traición (cosa aparentemente errónea). Además de no recibir el pago acordado, su campamento tuvo que sufrir la vergüenza del saqueo por parte de las milicias sienesas.

### Viejos y nuevos enemigos
En los años 1455-1456 las relaciones con el enemigo perenne, Federico da Montefeltro, oscilaron entre la paz y la guerra, en medio de fervientes negociaciones diplomáticas. En 1457 los dos rivales se encontraron en presencia de Borso de Este y Malatesta Novello para intentar dirimir las seculares disputas, pero ya en octubre de ese año Montefeltro y Jacopo Piccinino invadieron el vicariato de Fano en nombre del rey de Aragón, que así pretendía compensar el crédito de 40.000 alfonsini que tenía sobre Malatesta y que necesitaba para la guerra contra los angevinos.
Este último pidió ayuda a sus antiguos aliados Venecia, Florencia y Milán, pero fue sobre todo el papa Calixto III quien intervino, enviando al cardenal Enea Silvio Piccolomini a redactar un tratado de paz, después de que Malatesta hubiera pagado a los aragoneses lo que les correspondía. El inicio de las negociaciones coincidió con la muerte de Alfonso V (27 de junio de 1458) y poco después, del papa Calixto (6 de agosto), le que hizo creer a Malatesta que ya estaba libre de deudas. El nuevo rey de Nápoles, Ferdinando, hijo de Alfonso, y sobre todo el nuevo papa Pío II (que era el mismo cardenal Piccolomini) se mostraron, sin embargo, más agresivos que nunca contra el señor de Rímini.
En 1459 Segismundo Pandolfo recuperó los castillos del valle de Cesano, pero el 6 de agosto, durante el Concilio de Mantua, el Papa le obligó a devolverlos, emitiendo un laudo arbitral: Malatesta debía comprometerse a saldar la deuda de los 40.000 alfonsini al rey de Nápoles, y como garantía del pago total debía dar en depósito a la Santa Sede los territorios de Senigallia, el vicariato de Mondavio, Pérgola y Montemarciano, así como la promesa de no volver a tomar las armas durante diez años. A cambio, Malatesta también habría recuperado los castillos usurpados de Federico da Montefeltro, restableciendo la situación anterior a las hostilidades.
Si Malatesta estaba acorralado, también lo estaba Jacopo Piccinino, el capitán de la milicia napolitana en las Marcas. Al final, la adjudicación disgustó a todos, incluso a Federico da Montefeltro, que esperaba mejores concesiones territoriales, pero el Papa fue firme en exigir que se respetaran las disposiciones. Sin embargo, sólo Malatesta se rebeló, debido a una serie de hechos que le hicieron sentirse además de oprimido, burlado. En octubre de 1459, de hecho, entregó en depósito los territorios solicitados al pontificio Ottaviano Pontano, pero se enfureció cuando Piccinino no le devolvió ningún castillo. Su estado de ánimo empeoró cuando las tierras asignadas a la Iglesia no quedaron en manos del Papa, sino que fueron rápidamente cedidas a Montefeltro.
Apenas recibió 3.000 ducados de los Anconetani para hacer una guerra contra Jesi, que luego se negó a hacer, delegándola en su hijo Roberto, ocupó Montemarciano, el vicariato de Mondavio y, junto con Piccinino y el príncipe de Tarento, pasó al frente angevino contra el rey aragonés de Nápoles.

### El choque con Pío II
Habiéndose rebelado contra el Papa, Malatesta pronto se encontró en una situación de completo aislamiento diplomático. En 1460-1462 la situación se precipitó rápidamente, cuando Pío II lo conminó tres veces después de su repetida desobediencia: al no obtener ningún signo de arrepentimiento, lo excomulgó el día de Navidad de 1460, liberó a sus súbditos de su juramento de fidelidad y llevó un juicio en su contra por "difamarlo" (1461) que terminó con la quema de su efigie en Roma (1462). También siguió la pérdida del puesto de vicario en los territorios de la Santa Sede.
Pío II, sienés de nacimiento y, por tanto, adverso a Malatesta desde la época de su mal comportamiento para con su ciudad natal, formó una liga contra él, junto con el rey de Nápoles, el duque de Milán y Federico da Montefeltro, con el fin de arruinarlo completamente. Dirigidas por los líderes Ludovico Malvezzi de Bolonia y Pier Paolo Nardini, las tropas papales, con 3.000 caballos y 2.000 de infantería, invadieron las tierras malatestinas de la Marca, recuperaron el valle de Cesano y acamparon al borde del vicariato de Mondavio, en la llanura bajo el castillo de Nidastore. La contraofensiva de Malatesta no se hizo esperar y el 2 de julio de 1461, en la batalla de Castelleone di Suasa, obtuvo una extraordinaria victoria contra el ejército papal dirigido por Napoleón Orsini, que era tres veces más grande. Al año siguiente logró ocupar Senigallia, pero la llegada de los contingentes de Federico da Montefeltro le hizo retroceder a Fano, la segunda capital de su estado. Fue perseguido y derrotado en la batalla de Cesano cerca de Pian della Marotta, a orillas del río Cesano. Habiendo sido derrotadas sus tropas, logró salvarse con unos pocos fieles y refugiarse por mar, en una vana búsqueda de los aliados angevinos. Su hijo Roberto apenas pudo entrar en la fortaleza de Mondolfo.
En ese momento Pío II tenía la situación bajo control y decidió continuar neutralizando al enemigo, encomendando a Federico da Montefeltro y al cardenal legado Niccolò Forteguerri la continuación de las operaciones militares (mayo de 1463). Retomaron Senigallia, el vicariato de Mondavio y también Fano, sitiada por mar por Forteguerri (25 de septiembre de 1463). En ese momento los venecianos presionaron para que el Papa aflojara su estricto control sobre Malatesta, quien aprovechó para pedir perdón, consiguiéndolo. Por esa época sólo le quedaba Rímini y una pequeña área circundante, siempre como vicario papal.

### La guerra de Morea

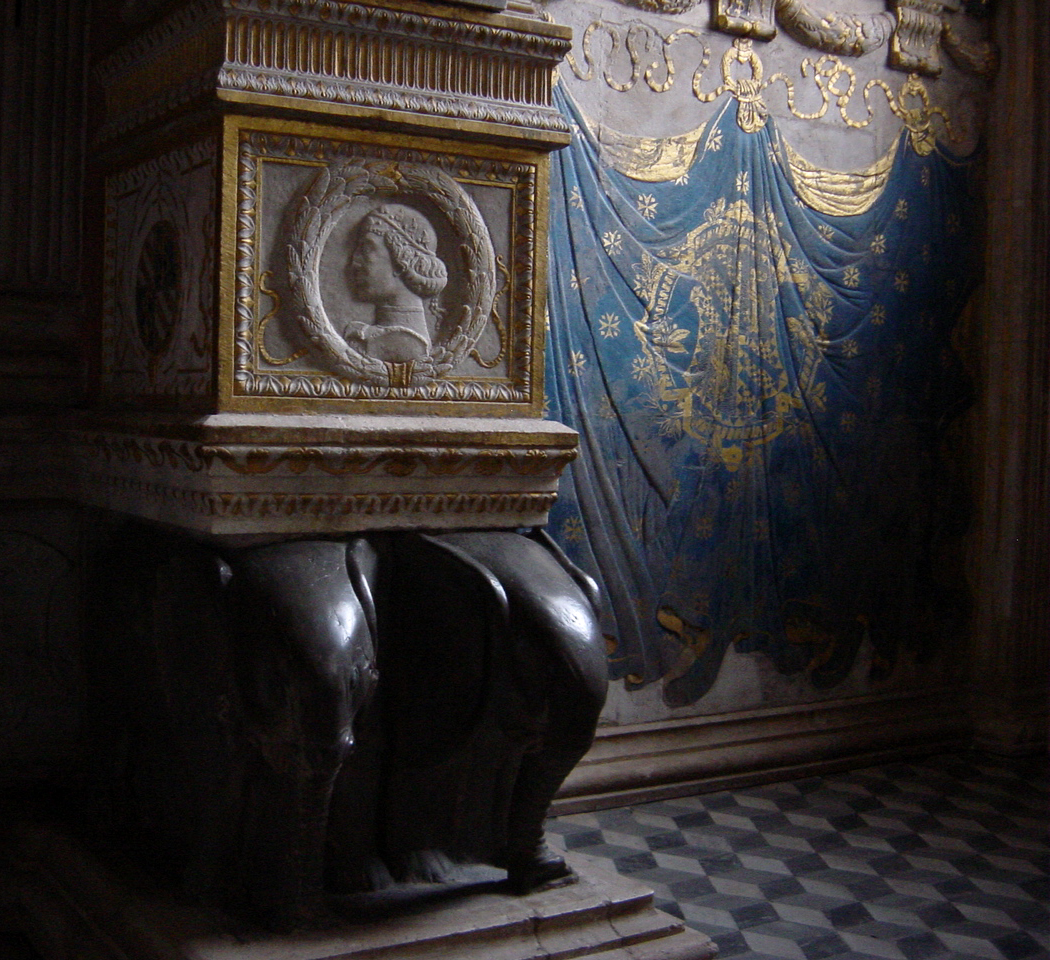
Interior del Templo Malatesta, con el retrato de Segismundo Pandolfo Malatesta sobre un dado sostenido por elefantes, emblema malatesta

Aislado, empobrecido y minado en su prestigio personal, a Malatesta no le quedó más que buscar un nuevo campo para sí mismo y para su hijo con el fin de refinanciarse, intentando restablecer relaciones con los otros estados italianos más poderosos. Sólo Milán y Venecia mostraron comprensión. Los venecianos en particular lo contrataron, entre 1464 y 1466, para luchar contra los turcos en Morea, misión que muchos señores de Italia y más allá de los Alpes habían rechazado debido a su dureza y peligrosidad.
Malatesta partió hacia Grecia, después de haber obtenido la garantía de protección para su estado y su familia de los venecianos, e inició operaciones militares que no le reportaron éxito ni beneficio. En 1465 enfermó y se difundió por toda Italia el rumor de su muerte, desencadenando una serie de hechos que anticipaban lo que ocurriría cuando desapareciera. Los venecianos, con la intención oficial de proteger a su mujer Isotta ya su hijo Sallustio, enviaron una guarnición que quizás tenía en cambio el verdadero objetivo de derrocarlos. Isotta, que hubiera querido darle la  Señoría a su hijo, obtuvo poco apoyo entre los que querían que su hijo mayor Roberto llegara al poder, los que querían que la ciudad volviera a la Iglesia, como se indica en las condiciones de la paz de 1463, y los que querían entrar bajo la protección de una gran potencia como Milán o Florencia. El mismo Papa fue alertado y preparó un ejército que, der ser necesario, ocuparía Rímini. Pero Malatesta seguía vivo y, una vez curado, alarmado por las sombras que ahora se extendían sobre su reducido estado, tras largas vacilaciones de los venecianos, obtuvo la dispensa de la guerra de Morea.

### Últimos años
De vuelta en Italia, después de haber dispuesto a favor de Isotta y Sallustio tras su muerte (23 de abril de 1466), se dirigió a Roma para obtener del nuevo Papa, Pablo II, una recompensa por la guerra contra los turcos y algunas concesiones. En realidad, el Papa hizo todo lo posible para retenerlo el mayor tiempo posible, mientras movía en secreto a su ejército para ocupar Rímini. El plan fracasó y cuando Malatesta se enteró de la situación, se enfureció tanto que consiguió obtener una recompensa de 1500 ducados.
Después de hacer las paces con el Papa, en la primavera de 1468 volvió a estar a sueldo de la iglesia en una campaña contra Norcia. Aquí contrajo una enfermedad que lo llevó a la muerte unos meses después. El 16 de agosto de 1468 hizo nuevas disposiciones testamentarias sobre sus bienes en Dalmacia, obtenidos con la campaña contra los turcos, y el 9 de octubre del mismo año murió en Rímini, dejando inconclusos todos sus proyectos.
Su cuerpo fue enterrado en el Templo Malatesta, un ambicioso proyecto inacabado, que resume bien el contraste entre sus aspiraciones y su destino.

## Mecenazgo

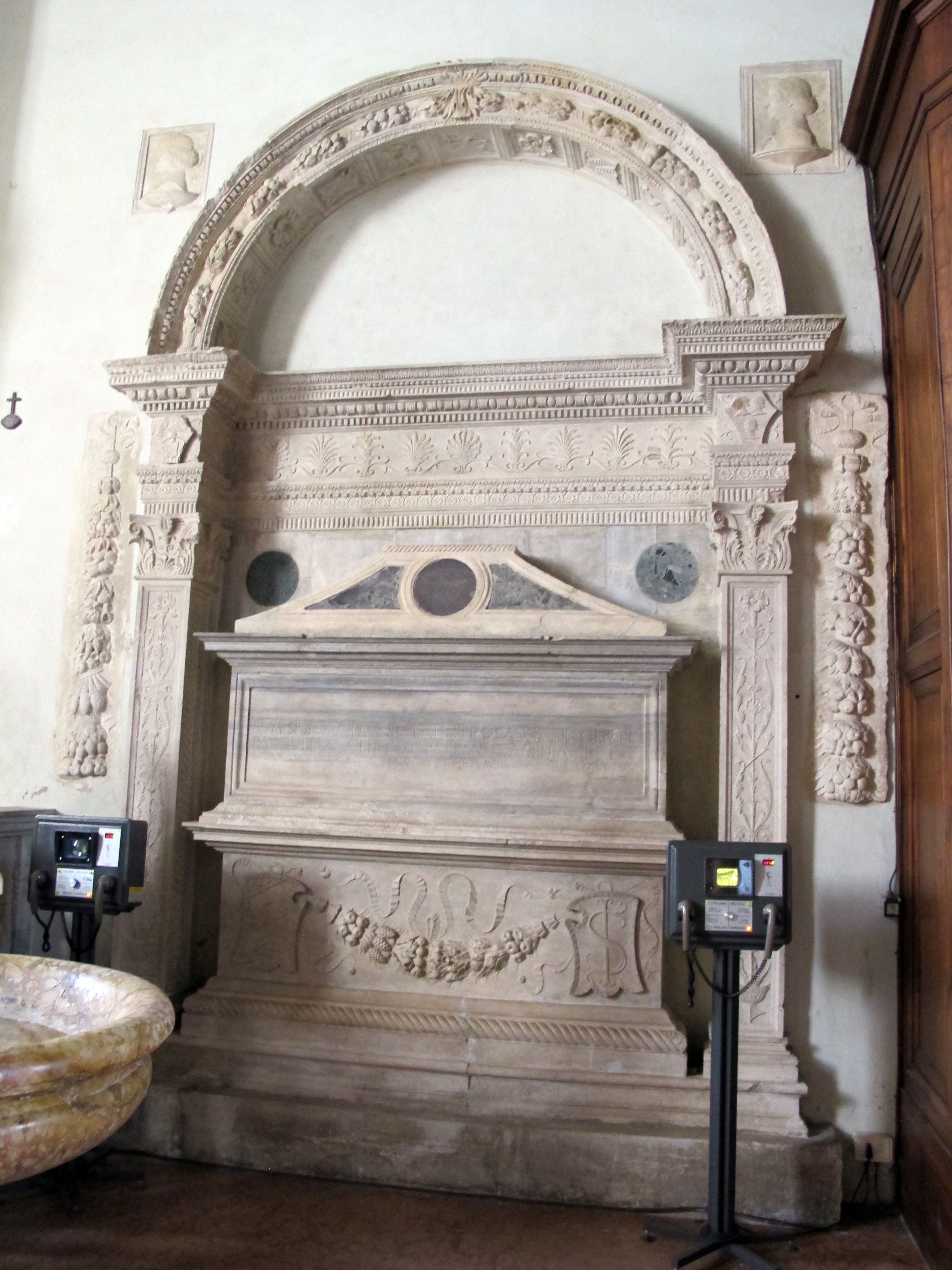
La tumba de Sigismondo Malatesta en el Tempio Malatestiano, obra de los toscanos Bernardo Ciuffagni y Francesco di Simone Ferrucci

Segismundo Pandolfo Malatesta fue también poeta y mecenas de las artes. En vida su fama estuvo ligada principalmente a la actividad de caudillo y capitán, a pesar de la incongruencia de ser señor de un pequeño y sobre todo marginal estado, destinado a eclipsarse paulatinamente. En cambio, su notoriedad ligada a la promoción de iniciativas artísticas y culturales, a menudo muy ambiciosas y costosas, fue mucho más duradera y creció a lo largo de los siglos, todos dedicados a la exaltación de su imagen personal y la de la dinastía malatesta, casi hasta el punto de hacer de ella una verdadera religión. Precisamente los conflictos con el papado le llevaron a promover la elaboración de una particular mezcla entre el mundo clásico pagano, la cultura cristiana y el culto personal, enriquecida con elementos caballerescos y corteses. No fue, por tanto, un simple financiador de obras, sino un elemento activo en los procesos creativos, encarnando esos mismos ideales que pretendía promover: hombre de guerra y cultura, caballero y soberano absoluto.
Su estrategia de autorrepresentación se basó en la acuñación de medallas, que luego fueron donadas como un recuerdo precioso. Apoyándose en los mejores artistas disponibles, como Pisanello y, tras la marcha de este último, Matteo de' Pasti, revivió la costumbre imperial de las monedas antiguas, confiando su propia efigie (y la de Isotta) a la posteridad.

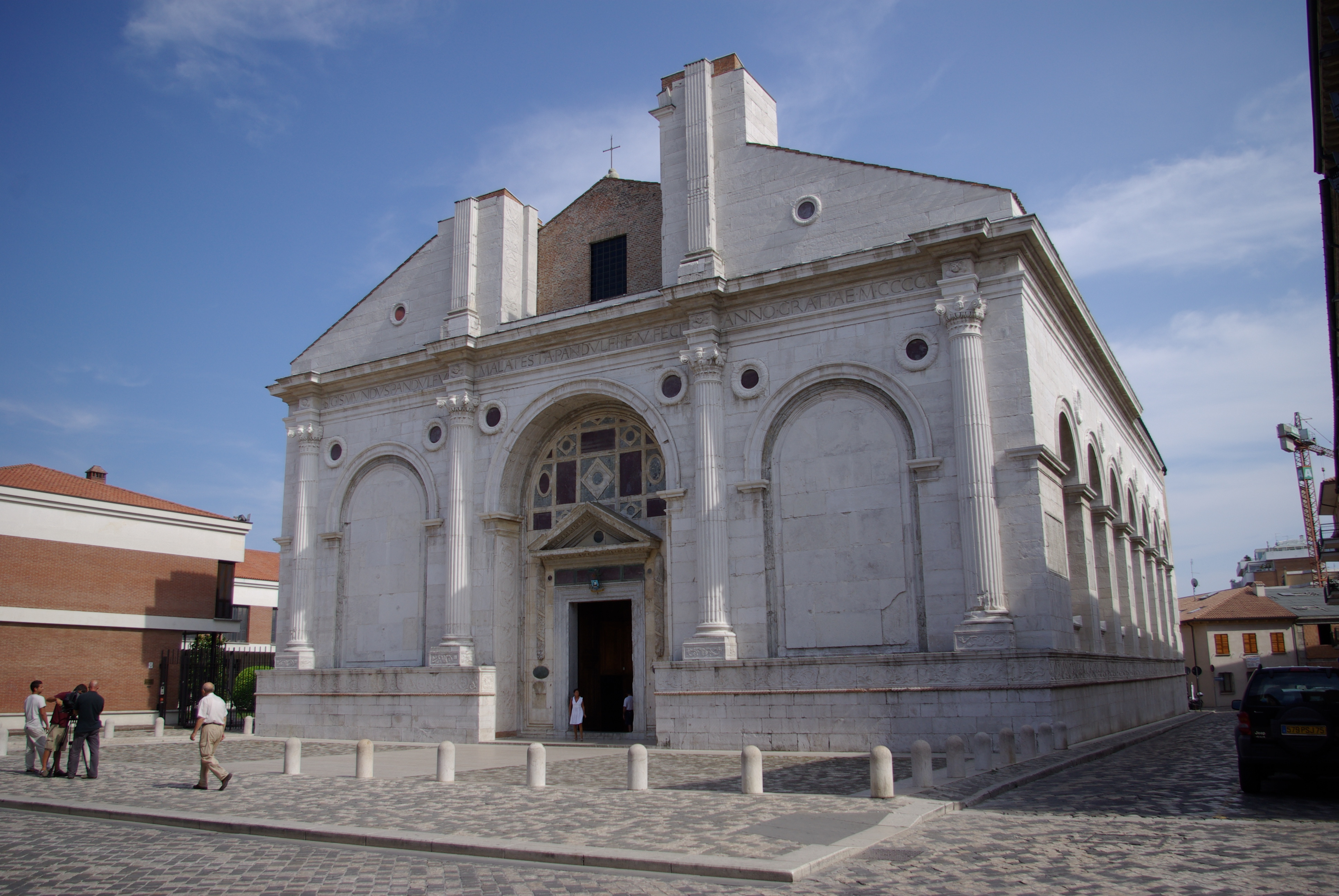
El Templo Malatestiano

A partir de la década de 1430 llamó a su corte a algunos de los artistas y arquitectos más cualificados y vanguardistas del panorama italiano, encargándoles esencialmente dos grandes proyectos, de naturaleza un tanto opuesta. Una fue la fortificación de Castel Sismondo, la residencia fortificada de la familia, para la que también se sirvió del consejo de Filippo Brunelleschi. El otro fue la reconstrucción de la antigua iglesia de San Francesco, que luego se convirtió en el Tempio Malatestiano, con una operación más marcadamente cultural, condensando valores filosóficos y teológicos, en la que se revivieron glorias paganas y peticiones cristianas, como obra votiva y sepulcral, para él y su dinastía. Nombres conocidos como Leon Battista Alberti, Piero della Francesca y Agostino di Duccio trabajaron en este sitio, que gradualmente se expandió para incluir todo el edificio, así como el propio Matteo de 'Pasti y artistas locales como Matteo Nuti y Cristoforo Foschi. La particular mezcla entre lo antiguo y lo moderno se percibía desde la decoración de las capillas, vinculadas a las divinidades paganas, las Musas, las Artes Liberales, las Sibilas, los Profetas y los Doctores de la Iglesia, representando una especie de historia de la divinidad y obra humana, entremezclada con numerosas referencias a la historia personal de Malatesta, a su dinastía y a Isotta.
En el campo literario, por un lado, el conocimiento militar, enriquecido por la experiencia práctica, propició un renacimiento de los tratados de guerra, en las obras de síntesis de Roberto Valturio. Por otro lado, el neoplatonismo florentino encontró aquí una declinación particular, en la obra de escritores como Basinio da Parma, Tobia Borghi, Guarino Veronese y Giusto de' Conti.

## Linaje

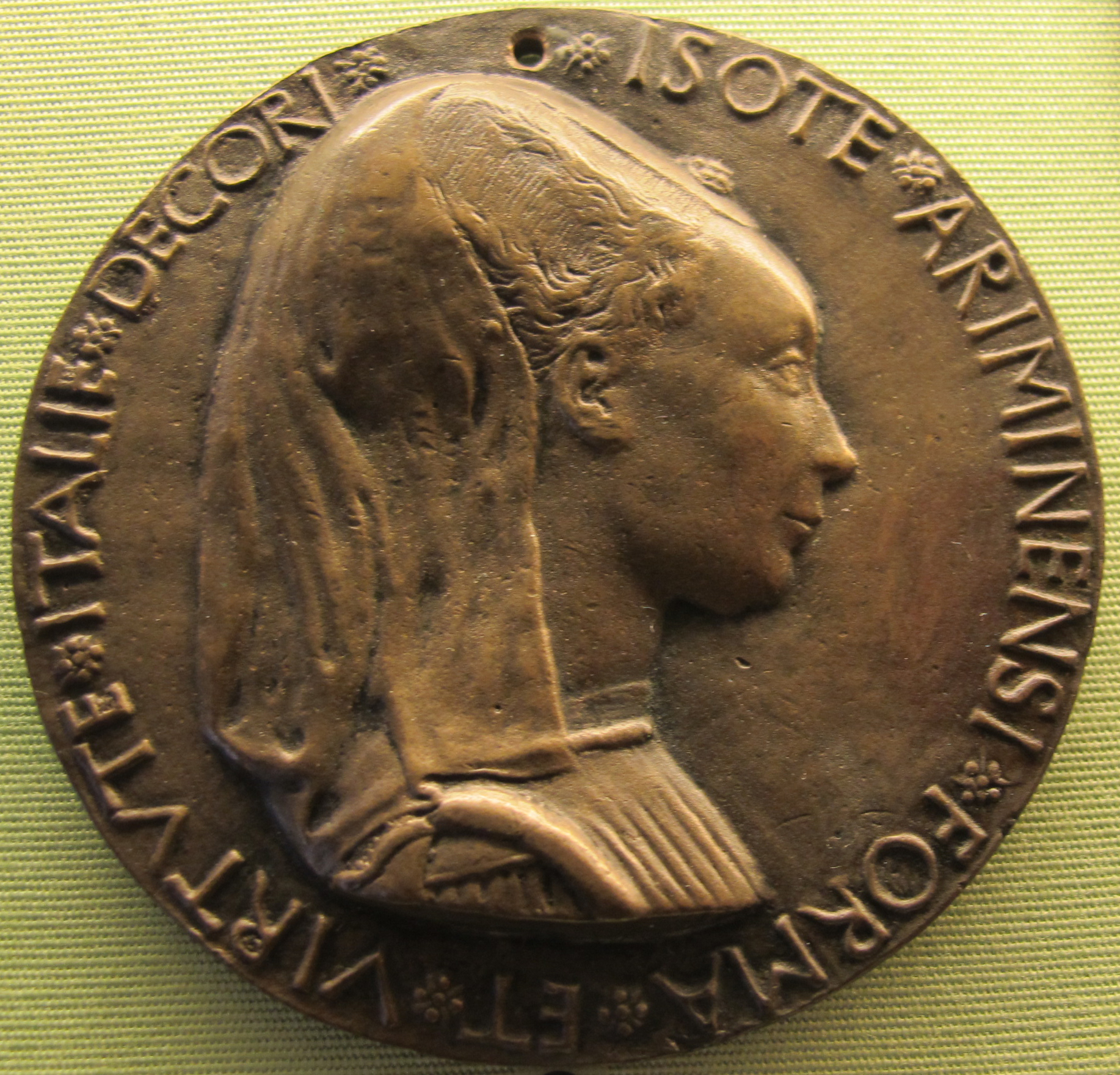
Matteo de' Pasti, medalla de Isotta velada (1446)

### Hijos legítimos
Segismundo Pandolfo persiguió una cuidadosa política matrimonial, para asegurarse algunas alianzas ventajosas: habiendo fracasado con el plan de casarse con una hija de Francesco di Bussone, conde de Carmagnola, en 1434 se casó con Ginevra d'Este (fallecida en 1440), con quien tuvo como único hijo Galeotto Roberto Novello, muerto en 1438.
El 25 de octubre de 1441 se casó con Polissena, hija natural de Francesco Sforza, con quien tuvo dos hijos:
- Galeotto, murió en 1442
- Giovanna, nacida en 1443 y casada con Giulio Cesare da Varano a la edad de siete años.[44]

A partir de 1446, cuando todavía vivía su esposa, quien murió en 1449, mantuvo una relación con Isotta degli Atti, con quien se casó en 1456, sin fines políticos particulares. De hecho, no obtuvo de ello ninguna ventaja político-militar, salvo la formalización de su relación de diez años, de la que había tuvo a:
- Giovanni (?-1447)
- Margherita, que se casó con Carlo Fortebracci di Montone, hijo del líder Braccio da Montone[46]
- Antonia, que se casó con Rodolfo Gonzaga en 1481

### Hijos ilegítimos
Tuvo numerosos hijos naturales, casi todos los cuales fueron legitimados posteriormente.
- Con Vannetta de Galeotto Toschi de Fano:
  - Roberto (1440-1482), su sucesor en el señorío de Rímini
  - Salustio (1450-1470)
- Con Gentile di ser Giovanni da Bologna :
  - Lucrezia (?-1483), casada con Alberto d'Este
  - Pandolfo (?-1480)
- Otros hijos naturales fueron:
  - Valerio Galeotto (?-1470)
  - Juan (?-1483)
  - Alessandra, casada con Giovanni Tingoli
  - Umilia, monja
  - Contessina
  - Isabel (?-1481)